# 中野寛次
中野 寛次（なかの かんじ、1930年? ｰ 2000年8月14日）は日本の音響監督、吹替演出家である。東北新社に所属し、日本音声製作者連盟の理事長を務めていた。

## 経歴・人物
東京都出身。旧制市立一中（現：千代田区立九段中等教育学校）卒業後は鎌倉アカデミアに学び、新劇の世界へ飛び込む。だが、芝居だけでは生活できなくなり、1957年に太平洋テレビジョンへ入社しプロデューサーの仕事を行う。
太平洋テレビ退社後はフリーを経て、東北新社に入社し吹替演出家へ転身。後に外画部長となり、様々な作品で演出として活躍する。
1980年代からは難聴のため演出家としての活動は減っていった一方、以前から行っていた声優や翻訳家、演出家の養成に尽力するなど後身の育成に力を入れていた。
2000年8月14日に死去。70歳没。
池田昌子については「高校生のころから知っている」と語り、共に芝居をするなど交友があった。また、役者の下地がなく、完全な素人であった若本規夫を声優業界に入れたのは中野の功績による。
沢田敏子は中野とその演出ついて「とても読み込みの深い、高い完成度を求める方」と述べている。天野真実は「養成所時代に私がひたすら追いかけた方で、人としても監督としても優れた、真の『先生』でした」と語り、亡くなる直前には養成所の新人声優へ向けて「報われるとは限らぬ茨の道だが、選んだのなら頑張りなさい」と遺言を遺したという。

## 参加作品

### テレビアニメ
1966年
- とびだせ!バッチリ

1970年
- 男どアホウ甲子園

1978年
- 新・エースをねらえ!

1980年
- 鉄腕アトム

1981年
- どんべえ物語

### 吹き替え

#### 映画
- 愛という名の疑惑
- あなただけ今晩は - TBS版
- ア・フュー・グッドメン
- インディ・ジョーンズ/最後の聖戦 - ソフト版
- 麗しのサブリナ - ソフト版
- 華麗なる相続人
- 幸福の条件 - ソフト版
- 心の旅 - ソフト版
- サウス・キャロライナ/愛と追憶の彼方
- ジョーズ - 日本テレビ版
- スリーメン&リトルレディ - ソフト版
- セント・オブ・ウーマン/夢の香り
- ターミネーター2 - ソフト版1
- 大洋のかなたに
- ティファニーで朝食を - フジテレビ版
- ドク・ホリデイ
- ネイビー・シールズ - ソフト版
- ハード・ターゲット - ソフト版
- パララックス・ビュー
- パリの大泥棒
- ピラミッド
- 蛇皮の服を着た男 - テレビ版1
- マイ・ガール - ソフト版
- マジェスティック
- ミシシッピー・バーニング - ソフト版
- 名犬ラッシー
- 旅情 - 日本テレビ版2
- 愛と死の間で
- 生きてこそ

#### テレビドラマ
- アンタッチャブル
- 大草原の小さな家
- ホミサイド/殺人捜査課
- FBIアメリカ連邦警察

## 出演
- ホパロング・キャシディ
- カナカナ（1995年）- 校長 ※声の出演
- 火星のわが家（2000年）